# Sublokator
Sublokator (lett. "L'affittuario") è un film del 1966 diretto da Janusz Majewski. Si tratta del primo lungometraggio cinematografico del regista polacco.

## Trama
Ludwik è un giovane intellettuale che è alla ricerca di un posto tranquillo per lavorare. Affitta una stanza in una grande casa abitata solo da donne: l'anziana amministratrice Maria, vedova con alle spalle diversi matrimoni e ossessionata da imprese strampalate come ad esempio il tentativo più volte fallito di far incrociare topi e cincillà; sua nipote Małgosia, una giovane liceale che coinvolge Ludwik nelle sue fantasie per far fuori la vecchia zia e poter mettere mano sul suo patrimonio; infine Kazimiera, affittuaria come Ludwik, appassionata di sport e impegnata nel sociale.
Ludwik viene a confrontarsi con ognuna di queste donne, ciascuna delle quali lo disturba e gli impedisce di lavorare serenamente. Un pomeriggio, Ludwik tenta di scappare dalla villa e, oramai esasperato, collega una granata a una sveglia, in modo che questa esploda distruggendo la casa quando le donne sono fuori. Si dirige alla stazione più vicina per prendere un treno e andare in città quando si rende conto di aver programmato l'esplosione a un'ora sbagliata. Temendo di aver causato una strage, ritorna goffamente verso la villa dove trova tutte le donne di casa a cena e trepidanti d'attesa per la sua recente scomparsa. Ludwik disinnesca giusto in tempo la granata, ma scopre subito dopo che questa era in realtà innocua e non avrebbe creato alcun danno. Quando il ragazzo prova ad alzare la voce, pressato dall'ennesima richiesta delle sue coinquiline, inciampa sulle scale ed è condannato a una degenza forzata tra le mure domestiche.

## Produzione

### Soggetto
Il film si ispira vagamente alle opere di Stendhal. L'autore francese è la fonte d'ispirazione principale dei piani strampalati di Małgosia per avvelenare sua zia Maria. Il film, più in generale, è stato pensato da Majewski come una metafora della situazione di un'intera generazione di ragazzi polacchi che era troppo giovane per aver partecipato alla seconda guerra mondiale, non si era voluta far carico della rivoluzione sociale, ma allo stesso tempo non era in grado di comunicare con i più giovani.

### Riprese
Le riprese degli interni sono avvenute nella villa Witoldówka a Konstancin-Jeziorna.

## Riconoscimenti
- 1967 - Chicago International Film Festival
  - Premio Silver Hugo alla migliore attrice a Barbara Ludwizanka
  - Candidatura al Premio Gold Hugo al miglior film a Janusz Majewski
- 1966 - Festival Internazionale del Cinema di Mannheim
  - Premio FIPRESCI al miglior film a Janusz Majewski